# Благословение Иакова (Рембрандт)
«Благословение Иакова», также «Иаков благословляет детей Иосифа» — картина голландского художника Рембрандта Харменса ван Рейна, созданная в 1656 году. Картина подписана «Rembran… f. 1656».
Картина считается важной работой Рембрандта позднего периода. Картина является главным экспонатом картинной галереи старых мастеров в кассельском Дворце Вильгельмсхёэ. Уроженец Касселя писатель Манфред Хаусманн назвал картину «чудом молчаливой человечности и непостижимой трансцендентности».

## Провенанс
Картина была написана по заказу амстердамского патриция Виллема Шрайвера. На картине он вместе со своей женой Венделой де Граефф и двумя детьми изображён в виде библейских фигур. Картина «Благословение Иакова» находилась в коллекции брата Венделы Андриса де Граффа и была продана из наследства его потомка Геррита де Граффа гамбургскому торговцу произведениями искусства в 1753 году. В том же году ландграф Гессен-Кассельский Вильгельм VIII приобрёл её для своей картинной галереи во дворце Бельвью. После присоединения курфюршества Гессен к Пруссии картина стала собственностью Пруссии, а после Второй мировой войны перешла в собственность вновь образованной земли Гессен. Сегодня она считается самым ценным предметом искусства в Гессене.

## Описание картины
Иаков сидит в кровати перед своим сыном Иосифом. Он кладёт правую руку на голову светловолосого мальчика Ефрема. Иосиф, очевидно, пытается осторожно поддержать руку Иакова снизу, чтобы направить её на макушку темноволосого Манассии, который стоит ближе: первенец Манассия должен получить более сильное благословение правой руки. Жена Иосифа Асенат стоит рядом с Иосифом, погрузившись в раздумья.
Этот мотив отсылает к отношениям между иудаизмом и язычеством. Манассия, символизирующий иудаизм, отброшен Иаковом назад. Второрождённый Ефрем, символизирующий язычество, пользуется благосклонностью Иакова, поскольку язычество приняло откровение. Иудаизм же, напротив, первым получил откровение, но отверг его. Об этом свидетельствует скрещивание рук Эфраима, изображённое Рембрандтом. Для Рембрандта главной темой является благословение, передача сверхъестественной избранности будущим поколениям.

### Библейский сюжет
Рембрандт живописно изобразил библейские стихи Быт 48:17-20: Иаков усыновил своих внуков Ефрема и Манассию. Таким образом, они стали родоначальниками двенадцати колен Израилевых. Умирающий патриарх Иаков попросил своего сына Иосифа и его внуков Ефрема и Манассию позвать его, чтобы благословить внуков. Иосиф хотел, чтобы первым был благословлен Манассия, первенец; Иаков же благословил сначала Ефрема, своего младшего брата. Иаков оправдывает это следующими словами:
«Этот тоже станет народом и будет велик, но младший брат его будет больше его»

### Анализ
Интерпретация темы, по всей вероятности, также связана с семейными обстоятельствами покровителя работы, сановника Виллема Шрайвера (1608—1661). Виллем Шрайвер был ранее женат на богатой вдове Венделе де Графф, у которой также были дети от предыдущего брака. После её смерти в 1652 году между Шрайвером и этими детьми возникли разногласия по поводу наследства. Принимая во внимание эти детали, кажется правдоподобным, что Ефрем обозначает детей Шрайвера, а Манассия — детей Венделы от предыдущего брака. Сам Шрайвер — это Иосиф, Асенат — посмертное изображение Венделы, а старый Иаков — отец Шрайвера Петрус Скривериус, видный политик и филолог того времени. На момент создания картины Скривериус действительно был стар и слеп. Мораль очевидна: отец и жена согласны предпочесть позднего ребенка первому (в данном случае — спорщику о наследстве от предыдущего брака).

## Реставрация
В 1977 году вандал Ханс-Йоахим Больман повредил картину кислотой, после чего была проведена обширная реставрация. В ходе реставрации были восстановлены первоначальные краски картины, отчасти благодаря этому она считается одной из наиболее хорошо сохранившихся работ Рембрандта. Рентгеновские снимки показали, что Асенат отсутствует на первоначальной версии и была добавлена лишь позднее. Вместо неё у изножья кровати был изображён Иосиф. В процессе работы Рембрандта голова Иосифа в два этапа всё ближе и ближе придвигалась к голове Иакова. Отношения между Иаковом и Иосифом становились всё более близкими в разных версиях.